# Marc Amsler
Pour les articles homonymes, voir Amsler.
Marc Amsler, né le 5 février 1891 à Vevey en Suisse et mort le 3 mai a Sierre en Suisse 1968, est un ophtalmologue et un professeur suisse d’ophtalmologie. 
Occupant successivement des postes émérites, au sein des hôpitaux ophtalmiques suisses de Zurich et Lausanne, il est renommé à l’international pour ses apports sur la dégénérescence maculaire liée à l’âge.

## Biographie
Père du Dr. Etienne Amsler chirurgien urologue, Marc Amsler est né à Vevey, après des études d’ophtalmologies à Lausanne, Zurich et Paris, il devient l’assistant du professeur Jules Gonin à Lausanne. Il s’impose naturellement comme main droite du professeur et l’aide dans ses recherches qui révolutionnent les idées établies sur la pathologie du détachement de la rétine, allant jusqu’à mettre en avant un traitement pour cette condition jusqu’alors désespérément incurable. 
À la mort de Jules Gonin en 1935, il lui succède comme professeur d’ophtalmologie au sein de l'Hôpital Ophtalmique Jules-Gonin jusqu’en 1944, date où il quitte Lausanne pour succéder à Alfred Vogt à L’université de Zurich.
En 1951, le Docteur Amsler effectue la première greffe de la cornée à la clinique des yeux de Zurich. Il a été professeur et chef de la clinique ophtalmologique de Zurich jusqu'en 1961.
Il se retire en 1961 dans sa maison de campagne du Valais, en Suisse.

## Réalisations
Principalement connu pour sa célèbre grille d’Amsler, permettant de diagnostiquer la dégénérescence maculaire liée à l’âge, il étudie également les humeurs aqueuses, contribue grandement à la compréhension et au traitement de l’uvéite par la technique de fluorescence et fait la lumière sur les problèmes de Kératocône.
Il est le premier à effectuer une greffe de la cornée à la clinique des yeux de Zurich en 1951.
Marc Amsler développe un intérêt certain pour le dépistage des symptômes maculaire des maladies rétiniennes et s’inspire du travail réalisé par l’ophtalmologiste Edmond Landolt, qu’il place au centre de son périmètre de recherche sur la macula.
Si un grand nombre de dispositifs sont inventés et produits durant la première moitié du XXe siècle dans le but de déceler les pathologies du scotome maculaire, ils se révèlent tous peu efficaces. La majorité de ces dispositifs requérant l’utilisation d’instruments complémentaires ou nécessitant un stéréoscope pour augmenter leur capacité de précision, ce qui les rend particulièrement difficiles et contraignant à utiliser.
C’est à cette époque que Edmond Landolt réalise un modèle de carte, certainement le plus aboutit de tous les dispositifs de l’époque, malheureusement il ne publie, ni n’imprime ce test qui reste dans l’oubli. Amsler a l’idée de reprendre cette carte est de la sortir de sa fonction première pour l’optimiser et l’utiliser en tant que test indépendant. Pour cela il expérimente un nouveau design de grille avec différentes formes et couleurs, améliorant significativement la carte de Landolt jusqu’à obtention de la célèbre grille d’Amsler.
Les tests de la grille d'Amsler ont, depuis, permis d'étudier le macula, une partie de la rétine ainsi que d'identifier la dégénérescence maculaire. L'épreuve de la grille d'Amsler est un procédé, toujours utilisé, qui permet de dépister rapidement des anomalies du champ visuel. Ce test utilise une grille quadrillée dont le fond est blanc.

## Honneurs et décorations
Grand connaisseur de Londres, qu’il visite régulièrement, il y est distingué Membre d’Honneur de la Société d’Ophtalmologie du Royaume Uni.

## Sources
- Amsler M, Verrey F: Hétérochromie de Fuchs et fragilité vasculaire. Ophthalmologica 111:177, 1946.
- Brit.J.Ophtal. (1968) 52, 575, Obituary, Marc Amsler
- Fondation Asile des Aveugles, Hôpital Ophtalmique Jules Gonin
- Amslergrid.org
- Musée de l’œil, biographie